# Tajemnica starego zamku
Tajemnica starego zamku – polski krótkometrażowy film animowany z 1956 roku. Debiut reżyserski Witolda Giersza.
Film był pokazywany m.in. na 17. MFF T-Mobile Nowe Horyzonty.

## Fabuła
Detektyw pies Rex udaje się do starego zamku. Odnajduje złodzieja drogich kamieni i porywacza małego kotka.

## VHS
Film został wydany na kasetach VHS w serii Studio dzieciom razem z takimi polskimi bajkami jak Porwanie Baltazara Gąbki, Reksio, Miś Kudłatek, Pampalini łowca zwierząt, Piracki skarb, Wyżej i dalej, Bolek i Lolek, Jak polowałem na lwa, Bajka jutra i Podróż do Afryki.